# Jerrie Mock

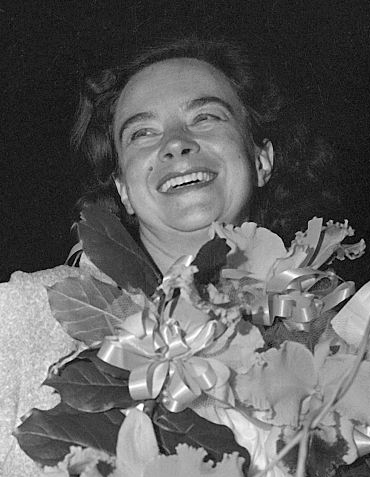
Jerrie Mock 1964

Geraldine „Jerrie“ Mock (* 22. November 1925 in Newark, Ohio; † 30. September 2014 in Quincy, Florida) war eine US-amerikanische Pilotin. Sie umflog zwischen März und April 1964 als erste Frau im Alleinflug die Erde.

## Leben
Mock wurde als Geraldine Lois Fredritz in Newark, Ohio, geboren. Ihr Vater Timothy war ein leitender Angestellter in einem Kraftwerk; ihre Mutter Blanche, geb. Wright, war entfernt mit den Luftfahrtvorreitern Orville und Wilbur Wright verwandt. Sie wuchs mit der Verehrung für Amelia Earhart auf. Bereits im Alter von sieben Jahren wurde durch einen Flug Mocks Traum geweckt, einmal in einem Flugzeug die Welt zu umrunden.
Sie studierte Luftfahrttechnik an der Ohio State University, verließ diese aber noch vor ihrem Abschluss. Sie war mit Russell Mock verheiratet. Zum Zeitpunkt ihres Rekordfluges war sie Mutter dreier Kinder (4, 16 und 17 Jahre alt). Ihre Ehe endete mit einer Scheidung. Ihr Sohn Gary starb 1990; ihr Sohn Roger starb 2007. Mock starb 2014 in ihrem Haus in Quincy im US-Bundesstaat Florida.

## Wirken
Alle Frauen, die vor ihr eine Weltumrundung im Alleinflug absolviert hatten, hatten dabei ihre Flugzeuge teilweise auf dem Schiff transportieren lassen, weil ihnen Teilstrecken zu lang oder zu gefährlich erschienen waren. Mock war die erste Frau, die eine vollständige Weltumrundung im Flugzeug absolvierte. Sie startete in Columbus, Ohio, und flog eine Route via Azoren, Casablanca, Kairo, Karatschi, Kalkutta, Bangkok und Honolulu. Ihr Flug wurde von einer Reihe gefährlicher Situationen begleitet. So war sie einem Kabelbrand in einem Funkgerät und vereisten Flügeln ausgesetzt und landete irrtümlich auf einer ägyptischen Militärbasis. Vor ihrem historischen Flug war Mock nie weiter als bis auf die Bahamas geflogen. Sie sagte einmal über ihren Flug:

„Natürlich hat meine Reise vielen Männern nicht gefallen. Sie waren wohl der Meinung, Frauen müssten zu Hause bleiben. Aber ich hab’ mich einfach nicht darum geschert.“

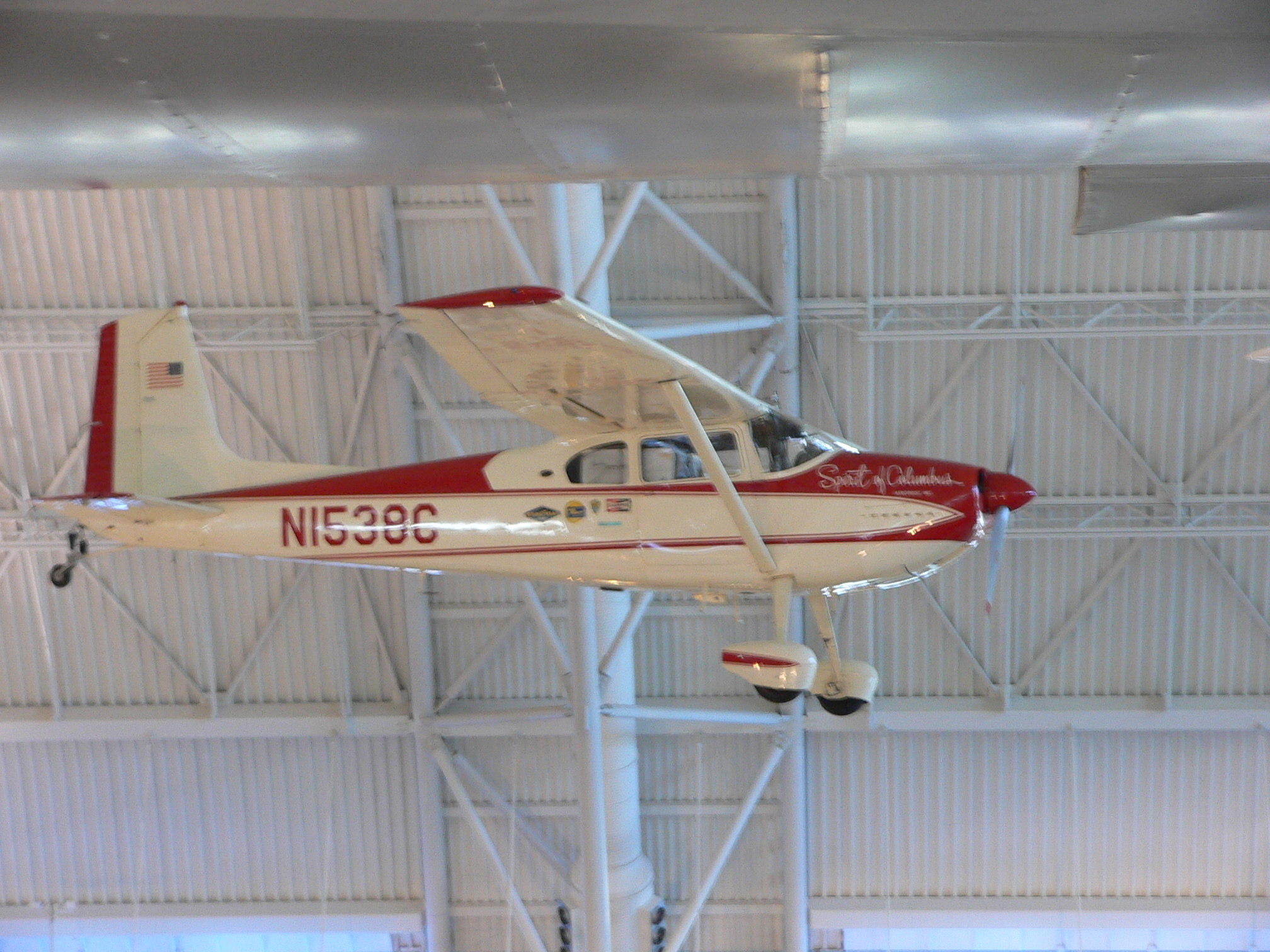
Mocks Cessna 180 im National Air and Space Museum

Ihr Flugzeug war eine einmotorige Cessna 180, die den Namen Spirit of Columbus trug. Die historische Flugreise dauerte 29 Tage, 11 Stunden und 59 Minuten vom Start bis zur Landung wieder in Columbus, Ohio, wo sie am 17. April zu Ende ging. Das Flugzeug befindet sich heute im National Air and Space Museum.

## Publikationen
- Jerrie Mock: Three-eight Charlie. Lippincott, Philadelphia 1970.